# Meridacris subaptera
Meridacris subaptera är en insektsart som beskrevs av Roberts 1937. Meridacris subaptera ingår i släktet Meridacris och familjen gräshoppor. Inga underarter finns listade i Catalogue of Life.